# Tuffnell (Saskatchewan)
Tuffnell je samota v kanadské provincii Saskatchewan. Osada měla podle sčítání obyvatel z roku 2006 10 obyvatel.
První poštovní stanice zde byla založena roku 1907 jako Fountain (jejím poštmistrem byl Charles Woodhead) a podle obce byla přejmenována v roce 1909. 